# Fortitude Valley
Fortitude Valley est un quartier de la ville australienne de Brisbane, dans le Queensland. Il est situé immédiatement au nord-est du centre d'affaires de Brisbane. Il tire son nom du Fortitude (en), un trois-mâts barque qui a transporté des immigrants au Queensland à la fin des années 1840.
On y trouve notamment le quartier chinois de Brisbane.

## Histoire

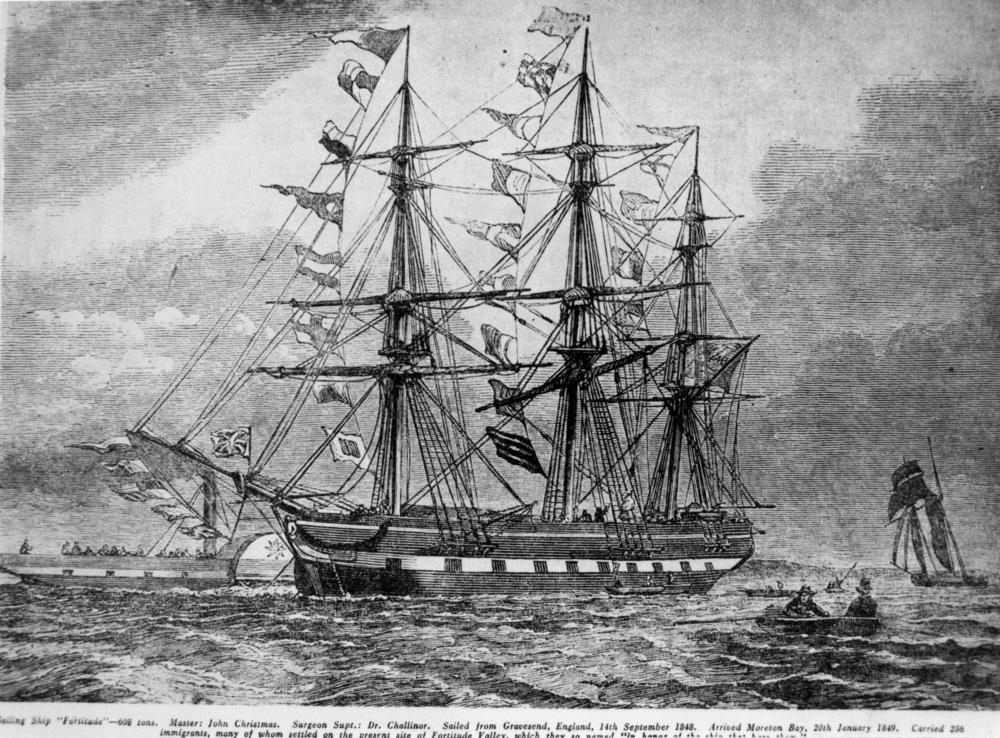
Gravure représentant le Fortitude.